# HD18078
HD18078 — хімічно пекулярна зоря спектрального класу A0, що має видиму зоряну величину в смузі V приблизно  8,3.
Вона  розташована на відстані близько 6395,2 світлових років від Сонця.

## Пекулярний хімічний вміст
Зоряна атмосфера GSC3705-489 має підвищений вміст 
Cr
.